# Helmut Dubiel

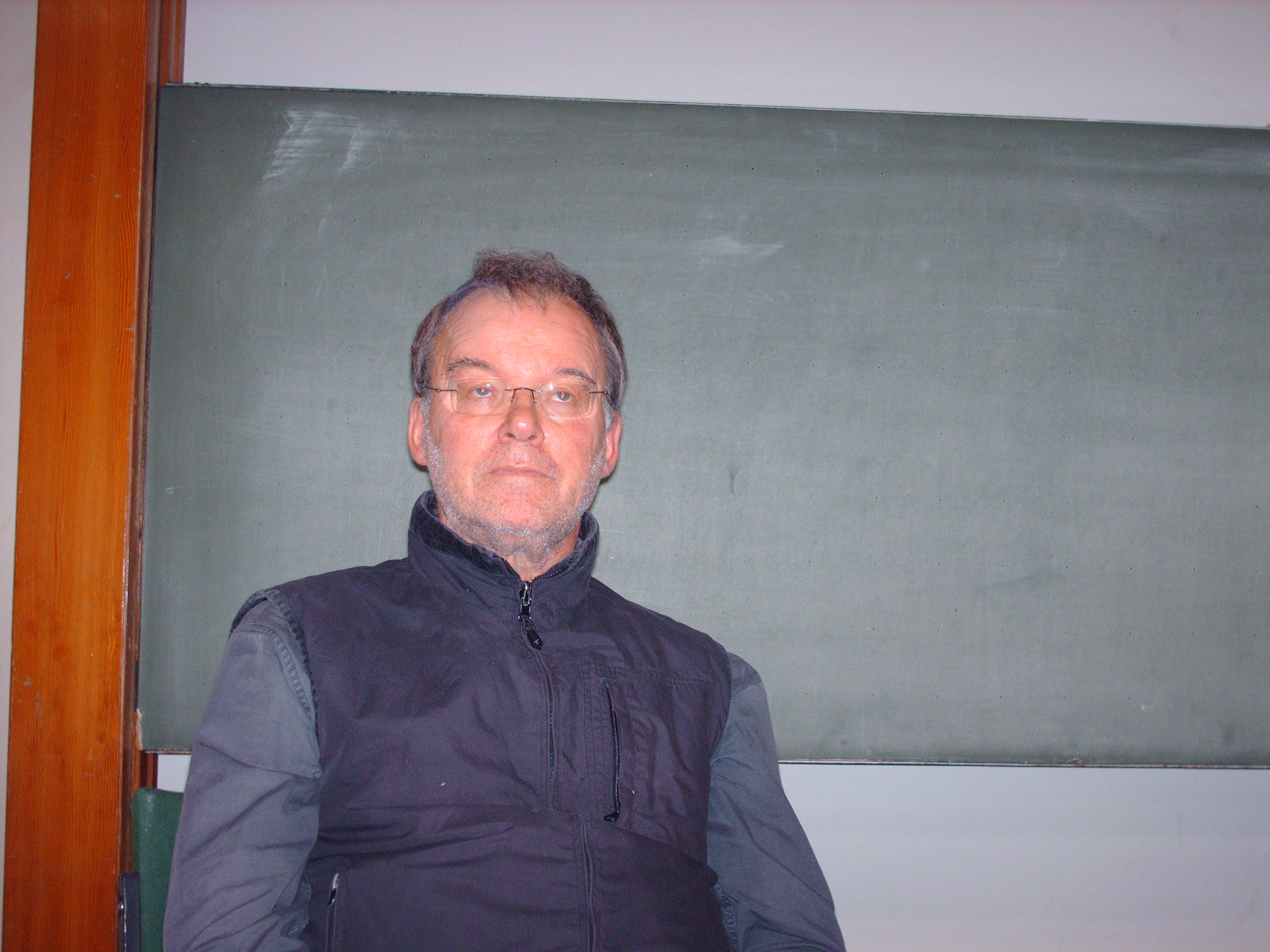
Helmut Dubiel (2007)

Helmut Dubiel (* 30. Juni 1946 in Essen; † 3. November 2015 in Frankfurt am Main.) war ein deutscher Soziologe, der als Professor an der Universität Gießen lehrte und acht Jahre lang dem Direktorium des Instituts für Sozialforschung (IfS) in Frankfurt am Main angehörte.

## Leben
Dubiel studierte von 1968 bis 1973 Soziologie und Philosophie an der Universität Bielefeld und der Ruhr-Universität Bochum. 1973 wurde er mit der Dissertationsschrift Identität und Institution promoviert. 1978 folgte an der Universität Bielefeld die Habilitation mit der Schrift Wissenschaftsorganisation und politische Erfahrung. In beiden Qualifikationsarbeiten setzte er sich laut Andreas Langenohl mit der Kritischen Theorie auseinander. In der Dissertationsschrift lehnte er sich noch stark an die kritisch-theoretische Klassik an, in der Habilitationsschrift ging er am Beispiel der Frankfurter Schule der Relevanz politischen Urteilens bei der sozialwissenschaftlichen Theoriebildung nach.
Bereits seit seiner Promotion 1973 bis 1983 war Dubiel Wissenschaftlicher Assistent am Institut für Soziologie der Ludwig-Maximilians-Universität München, ab 1981 dann dazu auch Mitarbeiter am Max-Planck-Institut für Sozialwissenschaften in Starnberg. 1983 wechselte Dubiel an das IfS nach Frankfurt am Main, wo er bis 1989 wissenschaftlicher Mitarbeiter war und von 1989 bis 1997 einer der drei Direktoren. Zugleich war er seit 1992 Professor für Soziologie an der Universität Gießen. Außerdem wirkte er als Gastprofessor an der University of California, der New York University und der Universität Florenz.
Dubiel litt seit 1993 an der Parkinson-Krankheit. 2006 schilderte er in dem Buch Tief im Hirn seine Erfahrungen mit der Krankheit und der tiefen Hirnstimulation. Er war zweimal verheiratet und wurde Vater eines Sohnes und einer Tochter.
Dubiel starb am 3. November 2015 in Frankfurt am Main an den Folgen eines Unfalls.

## Schriften (Auswahl)
- Identität und Institution. Studien über moderne Sozialphilosophen. Bertelsmann-Universitätsverlag, Düsseldorf 1973, ISBN 978-3-571-09145-5 (zugleich Dissertationsschrift, Universität Bielefeld).
- Wissenschaftsorganisation und politische Erfahrung. Studien zur frühen kritischen Theorie. Suhrkamp, Frankfurt am Main, ISBN 978-3-518-07858-7 (zugleich Habilitationsschrift, Universität Bielefeld).
  - Theory and politics. Studies in the development of critical theory. Ins Englische übersetzt von Benjamin Gregg, MIT Press, Cambridge (Mass.) 1985, ISBN 0-262-04080-8.
- Mitmachen wollte ich nie. Autobiographisches Gespräch mit Leo Löwenthal. Suhrkamp, Frankfurt am Main 1980, ISBN 978-3-518-11014-0.
- Was ist Neokonservatismus? Suhrkamp, Frankfurt am Main 1985, ISBN 978-3-518-11313-4.
  - Qué es neoconservadurismo? Ins Spanische übersetzt von Agapito Maestre, Anthropos, Barcelona 1993, ISBN 84-7658-381-8.
  - Yeni muhafazakârlık nedir? 2. Auflage, ins Türkische übersetzt von Çeviren Erol Özbek, İletişim, Istanbul 2013, ISBN 978-975-470-677-2.
- Ungewissheit und Politik. Aufsatzsammlung, Suhrkamp, Frankfurt am Main, ISBN 978-3-518-11891-7.
  - Neizvjesnost i politika. Ins Bosnische Übersetzt von Sulejman Bosto, Ecld, Sarajewo 2006, ISBN 9958-703-75-0.
- Niemand ist frei von der Geschichte. Die nationalsozialistische Herrschaft in den Debatten des Deutschen Bundestages. Hanser, Wien/München 1999, ISBN 978-3-446-19650-6.
  - Niko nije oslobođen istorije. Nacionalsocialistička vlast u debatama Bundestaga. Ins Serbische Übersetzt von Aleksandra Bajazetov-Vučen, Samizdat B92, Belgrad 2002, ISBN 	86-83053-28-8.
- Kritische Theorie der Gesellschaft. Eine einführende Rekonstruktion von den Anfängen im Horkheimer-Kreis bis Habermas. 3. Auflage, Juventa, Weinheim/München 2001, ISBN 978-3-7799-0386-4.
  - La teoría crítica. Ayer y hoy. Ins Spanische übersetzt von Gustavo Leyva und Oliver Kozlavek, Plaza y Valdés, Mexiko 2000, ISBN 968-856-752-3.
- Tief im Hirn. Kunstmann, München 2006, ISBN 978-3-88897-451-9.
  - Het gebeurt helemaal in mijn hoofd. Ins Niederländische übersetzt von W. Hansen, Cossee, Amsterdam 2008, ISBN 978-90-5936-187-4.
  - Da nao shen chu. Vi wei De guo Pa jin sen huan zhe de jing li. Ins Chinesische übersetzt von Ding Na, Xin xing chu ban she, Be jing 2008, ISBN 978-7-80225-395-7.